# Bọ hung sừng chữ Y
Bọ hung sừng chữ Y (danh pháp khoa học: Allomyrina dichotoma) là một loài bọ cánh cứng được tìm thấy tại Nhật Bản, Hàn Quốc, Đài Loan, Trung Quốc và Việt Nam. Nó được bán như một con vật nuôi trong cửa hàng ở nhiều nước châu Á, nơi nó cũng thường được mô tả trong phương tiện truyền thông như một nhân vật hoạt hình phổ biến.

## Tên
Tại Nhật Bản, loài bọ này được gọi là kabutomushi (かぶとむし, còn được viết là 甲虫 hay かぶと虫). Mushi nghĩa là bọ, và kabuto nghĩa là mũ sắt. Do đó, theo nghĩa đen, tên của nó là "bọ mũ sắt".

## Phân loài
- Allomyrina dichotoma dichotoma – Con đực: 40–80 mm, con cái: 40–60 mm;
- Allomyrina dichotoma inchachina
- Allomyrina dichotoma septentrionalis
- Allomyrina dichotoma takarai
- Allomyrina dichotoma tunobosonis